# Braising Girl
Braising girl de son vrai nom Haïdara Inès Maëva Aya, est une animatrice, chroniqueuse, web-humoriste et actrice ivoirienne,. Elle est bilingue (français et anglais). 

## Biographie

### Étude et formation
Braising girl fut une élève du collège Notre-Dame du Plateau d’Abidjan. Elle obtient son baccalauréat au lycée moderne de Grand-Lahou. Ensuite, elle continue son parcours scolaire à l'Université Catholique de l’Afrique de l’Ouest d'Abidjan, en inscrivant en droit durant quatre années. Après, elle décide de se rendre aux États-Unis pour poursuivre ses études,. Étant à New-York, elle fait des études en Business Management et se forme pour améliorer son niveau en anglais,,. Étudiante, elle a exercé dans la restauration à New-York. Elle cuisinait des plats ivoiriens.

### Carrière professionnelle
Inès Aya Haïdara commence sa carrière de comédienne et d'humoriste en 2020. Elle lance le challenge « Bim » et « le gout de cha ». Ce buzz a connu un succès sur la toile,,. Grâce à ses vidéos drôles, elle est aimée et appréciée par les ivoiriens. En 2021, elle décide de rentrer en Côte d’Ivoire pour s’y installer. Elle commence l’aventure audiovisuelle en janvier 2022. Sur la chaîne ivoirienne Life TV, elle a intervenu dans maintes émissions. Elle fut animatrice radio à Life Radio (radio de Life TV) précisément dans l’émission « Willy à la descente ». Après, elle co-présenta l’émission « La Réunion » avec l'artiste Suspect 95. Elle fut chroniqueuse dans l’émission « La petite sauce »,. En 2024, elle co-présente avec le youtuber Kevine Obin, l'émission « Le Vrai Match ».